# Santuario de Santa Gema (Barcelona)
El santuario de Santa Gema es un edificio de culto católico, ubicado en la calle del Capitán Arenas del barrio de Pedralbes, en la ciudad de Barcelona (España). Está consagrado a Gema Galgani (mística italiana que es venerada como santa por la Iglesia católica) y pertenece a la Congregación de la Pasión.

## Historia y descripción
El santuario fue proyectado por el arquitecto Pedro Cendoya y su construcción se llevó a cabo entre 1953 y 1957. El edificio consta de tres naves, con capacidad para unas mil personas, y resalta en el presbiterio, a unos siete metros de altura, una talla de santa Gema y, debajo, un gran crucifijo de talla, ambas imágenes del escultor Juan Puigdollers. También hay una imagen de Nuestra Señora de los Dolores en la capilla lateral. Con motivo del centenario del fallecimiento de santa Gema, el 10 de enero de 2004 se inauguró un gran órgano que consta de 51 juegos, 6 medios juegos, 6 acoplamientos y 3615 tubos.